# 機械工程師學會

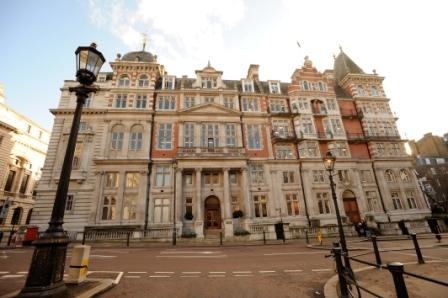
機械工程師學會位於英國倫敦鳥籠道1號（1 Birdcage Walk
London）的總部。

機械工程師學會（Institution of Mechanical Engineers (IMechE)）是英國一個與機械工程有關的工程學會。它已獲英國工程委員會（Engineering Council UK）授權以評估候選工程人員，以考核能否將其列入 ECUK 的註冊專業工程師中的一員。它於1847年成立並於1930年獲英國皇家憲章。總辦事處位於倫敦。

## 英國機械工程師學會香港分部
英國機械工程師學會香港分部與英國土木工程師學會（Institute of Civil Engineers, ICE）在香港設有共同辦公室（Joint Office）。共同辦公室於1999年5月3日正式啟用，為各會員服務。截至2008年3月，該會香港分部擁有約2,500名會員。於2009年9月，該會香港分部統計約有2325名會員。

## 外部連結
- IMechE 官方網頁 （页面存档备份，存于）
- IMechE 香港分部官方網頁 （页面存档备份，存于）
- IMechE 歷史網站，內有機械工程及學會的歷史 （页面存档备份，存于）